# Sertanense Futebol Clube
O Sertanense Futebol Clube é um clube localizado na vila da Sertã, Distrito de Castelo Branco e fundado em 17 de Fevereiro de 1934. Tem como principal atividade desportiva o futebol sénior e de formação. Tem um histórico total de mais de três décadas em competição nos escalões nacionais.

## História
Foi fundado com a designação inicial de Sertanense Foot-ball Club por um grupo de carolas liderado por Casimiro Farinha, Mário Florim, Crispim Casimiro e Manuel António dos Santos.

### Primeira direção
Direção
Presidente: Casimiro Farinha; Vice-Presidente – Crispim Casimiro; 1.º Secretário – Carlos Firmino; 2.º Secretário – Ricardo Moura dos Reis; Tesoureiro – Manuel António; 1.º Vogal – Joaquim Monteiro; 2.º Vogal – José Farinha.
Assembleia Geral
Presidente – João Esteves; Vice-Presidente – Abílio Gomes; 1.º Secretário – Joaquim Mateus Ribeiro; 2.º Secretário – Rufino Nunes.
Conselho Fiscal
Presidente – António da Silva Lourenço; Relator – António Farinha Júnior; Vogal – Domingos António da Silva.
Na década de 1960 o médico da vila, Dr. Marques dos Santos, chega à presidência do clube, devendo-se a ele a construção do antigo campo da Abegoaria, a introdução da modalidade de atletismo, e a criação de condição para que anos mais tarde surgisse a equipa de futebol federada. Pelo trabalho que fez em prol do clube e também da vila da Sertã, em 1994 foi dado o seu nome ao campo de jogos em sua homenagem.
No dia 2 de Maio de 1971, o Sertanense realizou o seu primeiro jogo oficial, em competições futebolísticas. A partida, a contar para a 1.ª jornada do Campeonato Distrital de Castelo Branco, opôs a equipa da Sertã ao Sport Benfica e Castelo Branco, com a vitória (3-1) a pertencer à formação albicastrense. Segundo os relatos da época, o jogo foi muito bem disputado, com os homens da Sertã a darem boa luta, mas a serem impotentes para travar o maior domínio dos benfiquistas, um conjunto já muito habituado a estas andanças do Distrital e também dos Nacionais. O Sertanense alinhou nesta partida com José Luís, António João, Dionísio, Pires, Matiota, Zé Maria, Amâncio, Armando, Joca Barreto, Aníbal e Camilo. No segundo tempo, Vítor Cavalheiro entrou para o lugar de Armando e João César rendeu Camilo. O único golo do conjunto da Sertã foi apontado por Pires, já perto do final do encontro (87’).
O Sertanense foi por duas vezes (1987/1988 e 1999/2000) campeão distrital de Castelo Branco, contando igualmente no seu currículo com várias passagens pela III.ª Divisão Nancional portuguesa e presenças II.ª Divisão B ( onde se estreou na época de 2002/03). Em 2007, chegou pela primeira vez aos oitavos de final da Taça de Portugal, onde foi eliminado pelo FC Porto.
Na época 2008/09, o Sertanense sagrou-se campeão nacional de futebol da III.ª Divisão - Série D, e subiu à II.ª Divisão, tendo como treinador nessa temporada: Eduardo Hungaro. Os jogadores que representaram o emblema sertaginense durante nessa temporada foram (jogos e golos entre parênteses): André Moretto (16 jogos), Fábio (11 jogos), Artur (9 jogos), Hugo Lopes (22 jogos e 2 golos), Salgueiro (19 jogos), Pedro Miguel (32 jogos e 3 golos), Américo (30 jogos e 3 golos), Daniel (10 jogos), Bruno Xavier (36 jogos e dois golos), Leandro (33 jogos e 2 golos), Tiago (33 jogos), Marco Farinha (33 jogos e 17 golos), Joca (31 jogos e 16 golos), Babá (31 jogos e 2 golos), Filipe Avelar (33 jogos e 3 golos), Hygor (24 jogos e 2 golos), Santana Maia (5 jogos), Igor Luís (29 jogos e 13 golos), David Facucho (9 jogos),Bruno (30 jogos 18 golos Anderson (26 jogos), Diego (6 jogos), Fernandinho (4 jogos e 2 golos) e Magalhães (16 jogos).
O clube manteve-se depois mais alguns anos em competição na II.ª Divisão B até à reformulação a mesma que deu origem ao Campeonato de Portugal, tendo nos últimos anos algumas presenças relevantes nas fase de subida desta competição.

## Ecletismo

### Pesca desportiva
O Sertanense é, neste momento, um clube que se dedica, quase em exclusivo, à prática do futebol, no entanto, no seu passado desportivo merece nota de destaque o título coletivo alcançado no Campeonato Nacional de Pesca Desportiva de Rio em águas interiores, em 1983, e a consequente presença na Taça dos Campeões Europeus nesta modalidade.

### Atletismo
Uma referência ainda para os feitos alcançados pela secção de atletismo durante a década de 60 e nos primeiros anos do novo milénio (2002 e 2003).

### Cultura
No campo cultural, além de várias iniciativas ao longo dos anos, a escola de música (actualmente desactivada) foi a "menina dos olhos bonitos" da colectividade. Desde 2006 existe também o Grupo Coral do Sertanense, que realiza concertos na comunidade em que se insere.

### Futsal
Entre as épocas de 2018/19 e 2021/22 o clube avançou pela primeira vez com a modalidade de futsal, tendo uma equipa de seniores masculinos e outra de seniores femininos a competirem nos campeonatos distritais das respectivas categorias.

## Futebol
| Historial de participações          | N.º de Presenças | Títulos |
| ----------------------------------- | ---------------- | ------- |
| Temporadas na 1ª                    | 0                | 0       |
| Temporadas na 2ª                    | 0                | 0       |
| Temporadas na Liga 3                | 0                | 0       |
| Temporadas no CP                    | 12               | 0       |
| Temporadas na II Divisão (extinta)  | 5                | 0       |
| Temporadas na III Divisão (extinta) | 19               | 1       |
| Taça de Portugal                    | 37               | 0       |

(inclui época 2024/2025)

#### Classificações
| Época | Nível | Classificação | Pts    | J  | V  | E  | D  | GM | GS | +/- | TP        |
| 2024 - 2025 | 4     | 12            | 21 pts | 26 | 4  | 9  | 13 | 23 | 33 | -10 | 2ª Elim.  |
| 2023 - 2024 | 4     | 8             | 37 pts | 26 | 10 | 7  | 9  | 26 | 25 | +1  | 2ª Elim.  |
| 2022 - 2023 | 4     | 7             | 36 pts | 25 | 9  | 9  | 7  | 30 | 25 | +5  | 3ª Elim.  |
| 2021 - 2022 | 4     | 7             | 39 pts | 18 | 12 | 3  | 3  | 30 | 12 | +18 | 2ª Elim.  |
| 2020 - 2021 | 3     | 7             | 25 pts | 22 | 5  | 10 | 7  | 24 | 24 | 0   | 2ª Elim.  |
| 2019 - 2020 | 3     | 4             | 38 pts | 25 | 10 | 8  | 7  | 20 | 19 | +1  | 1/8 final |
| 2018 - 2019 | 3     | 13            | 41 pts | 34 | 8  | 17 | 9  | 32 | 36 | -4  | 3ª Elim.  |
| 2017 - 2018 | 3     | 4             | 53 pts | 30 | 15 | 8  | 7  | 51 | 52 | -1  | 2ª Elim.  |
| 2016 - 2017 | 3     | 7             | 26 pts | 32 | 14 | 9  | 9  | 43 | 27 | -16 | 3ª Elim.  |
| 2015 - 2016 | 3     | 4             | 28 pts | 32 | 9  | 1  | 12 | 38 | 33 | +5  | 3ª Elim.  |
| 2014 - 2015 | 3     | 4             | 38 pts | 30 | 14 | 11 | 5  | 49 | 30 | +19 | 2ª Elim.  |
| 2013 - 2014 | 3     | 4             | 23 pts | 14 | 6  | 5  | 3  | 21 | 18 | +3  | 4ª Elim.  |
| 2012 - 2013 | 3     | 4             | 51 pts | 30 | 15 | 6  | 9  | 44 | 31 | +13 | 2ª Elim.  |
| 2011 - 2012 | 3     | 8             | 43 pts | 30 | 11 | 10 | 9  | 37 | 32 | +4  | 2ª Elim.  |
| 2010 - 2011 | 3     | 5             | 49 pts | 30 | 14 | 7  | 9  | 29 | 25 | +4  | 3ª Elim.  |
| 2009 - 2010 | 3     | 9             | 40 pts | 30 | 11 | 7  | 12 | 31 | 34 | -3  | 3ª Elim.  |
| 2008 - 2009 | 4     | 1             | 43 pts | 36 | 20 | 9  | 7  | 68 | 34 | +34 | 3ª Elim.  |
| 2007 - 2008 | 4     | 3             | 42 pts | 36 | 16 | 16 | 4  | 41 | 21 | +20 | 1/8 final |
| 2006 - 2007 | 4     | 4             | 45 prs | 30 | 12 | 9  | 9  | 50 | 53 | -3  | 5ª Elim.  |
| 2005 - 2006 | 4     | 10            | 41 pts | 32 | 10 | 11 | 11 | 32 | 35 | -3  | 2ª Elim.  |
| 2004 - 2005 | 4     | 12            | 43 pts | 34 | 12 | 7  | 15 | 47 | 44 | +2  | 1ª Elim.  |
| 2003 - 2004 | 4     | 15            | 29 pts | 34 | 7  | 8  | 19 | 32 | 59 | -27 | 2ª Elim.  |
| 2002 - 2003 | 3     | 17            | 35 pts | 36 | 9  | 18 | 19 | 44 | 73 | -29 | 1ª Elim.  |
| 2001 - 2002 | 4     | 2             | 68 prs | 34 | 21 | 5  | 7  | 62 | 26 | +38 | 2ª Elim.  |
| 2000 - 2001 | 4     | 12            | 39 pts | 34 | 10 | 9  | 15 | 44 | 58 | -14 | 1ª Elim.  |
| 1999 - 2000 | 5     | 1             | 68 pts | 26 | 2  | 2  | 2  | 79 | 12 | +67 | -         |
| 1998 - 1999 | 4     | 12            | 42 pts | 34 | 11 | 9  | 14 | 45 | 52 | -7  | 1ª Elim.1 |
| 1997 - 1998 | 4     | 9             | 60 pts | 38 | 17 | 9  | 12 | 52 | 57 | -5  | 1ª Elim.  |
| 1996 - 1997 | 4     | 8             | 48 pts | 34 | 13 | 9  | 12 | 39 | 34 | +5  | 4ª Elim.  |
| 1995 - 1996 | 4     | 16            | 51 pts | 34 | 14 | 9  | 11 | 55 | 35 | +20 | 2ª Elim.  |
| 1994 - 1995 | 4     | 3             | 47 pts | 34 | 19 | 9  | 6  | 35 | 21 | +14 | 3ª Elim   |
| 1993 - 1994 | 4     | 10            | 31 pts | 34 | 7  | 17 | 10 | 23 | 2  | +1  | 1ª Elim.  |
| 1992 - 1993 | 4     | 6             | 40 pts | 34 | 16 | 8  | 10 | 44 | 31 | +13 | 4ª Elim.  |
| 1991 - 1992 | 4     | 6             | 38 pts | 34 | 12 | 14 | 8  | 37 | 29 | +2  | 3.ª Elim. |
| 1990 - 1991 | 4     | 6             | 44 pts | 34 | 19 | 6  | 9  | 41 | 24 | +17 | 2.ª Elim. |
| 1989 - 1990 | 4     | 9             | 36 pts | 34 | 11 | 14 | 9  | 36 | 42 | -6  | 1.ª Elim. |
| 1988 - 1989 | 3     | 12            | 32 pts | 34 | 8  | 16 | 10 | 29 | 35 | -6  | 1.ª Elim. |
| 1987 - 1988 | 4     | 1             | 42pts  | 26 | 20 | 2  | 4  | 66 | 18 | +48 | 2.ª Elim. |
| 1986 - 1987 | 4     | 3             | 39 pts | 30 | 16 | 7  | 7  | 56 | 31 | +25 | -         |
| 1985 - 1986 | 4     | 4             | 25 pts | 18 | 10 | 5  | 3  | 59 | 19 | +40 | -         |
| 1984 - 1985 | 4     | 4             | 28 pts | 26 | 10 | 8  | 8  | 42 | 26 | +16 | -         |
| 1983 - 1984 | 4     | 8             | 26 pts | 26 | 11 | 4  | 11 | 40 | 45 | -5  | -         |
| 1982 - 1983 | 4     | 4             | 31 pts | 26 | 12 | 7  | 7  | 42 | 28 | +14 | -         |
| Pts - Pontos; J - Jogos; V - Vitórias; E - Empates; D - Derrotas; GM - Golos Marcados; GS - Golos Sofridos; +/- - Diferença de Golos; TP - Taça de Portugal |       |               |        |    |    |    |    |    |    |     |           |

     Promoção à divisão superior
     Despromoção à divisão inferiror
- Legenda das cores dos níveis competitivos do futebol português

     1º nível (1ª Divisão / 1ª Liga)
     2º nível (até 1989/90 como 2ª Divisão Nacional, desde 1990/91 como 2ª Liga)
     3º nível (até 1989/90 como 3ª Divisão Nacional, de 1990/91 a 2012/13 como 2ª Divisão B, de 2013/14 a 2020/21 como Campeonato de Portugal e desde 2021/22 como Liga 3)
     4º nível (entre 1989/90 e 2012/2013 como 3ª Divisão, entre 1947/48 e 1989/90 e entre 2013/14 e 2020/21 como 1ª Divisão Distrital e desde 2021/22 como Campeonato de Portugal)
     5º nível (entre 1989/90 e 2012/2013 como 1ª Divisão Distrital, entre 1947/48 e 1989/90 e entre 2013/14 e 2020/21 como 2ª Divisão Distrital e desde 2021/22 como 1ª Divisão Distrital)

## Palmarés
- Campeonato Nacional da IIIª Divisão: 1 (2008/09);
- Campeonato Distrital de Futebol: 2 (1987/88; 1999/00);
- Taça de Honra AFCB clubes provas nacionais: 3 (1994/95; 2018/19 e 2019/20)

#### Taça de Portugal
O Sertanense já participou em mais de trinta edições da Taça de Portugal. Até 2008 registou 51 jogos com 24 vitórias, 7 empates e 20 derrotas, tendo marcado 67 golos e sofrido 64.
O primeiro jogo do Sertanense na Taça de Portugal disputou-se na temporada de 87-88. A equipa da Sertã foi afastada, logo na primeira eliminatória (derrota por 2-1), pelo Fátima.
Entre os maiores feitos, destaque para a "fabulosa" campanha da época de 2007-08, onde foi apenas eliminado pelo FC Porto, nos oitavos-de-final (derrota por 4-0). Na época de 2006-07, a equipa chegou à quinta eliminatória (afastada pelo Varzim), ao passo que nas temporadas de 92-93 e 96-97 atingiu a quarta eliminatória. Nesta competição o Sertanense conta ao todo com quatro encontros com os denominados "três grandes", tendo defrontado o Porto em três épocas consecutivas, 2007/08 (derrota em casa por 0-4), 2008/09 (derrota em casa por 0-4) e 2009/10 (derrota no Estádio do Dragão por 4-0), e também em 2018/19 onde encontrou o Benfica, num jogo realizado no Estádio Cidade de Coimbra em que a equipa perdeu por 0-3.